# Common travel area

Il territorio dell'Area di viaggio comune.

L'Area di viaggio comune (in inglese: Common Travel Area, CTA) è una zona di viaggio che comprende Irlanda, Regno Unito (Inghilterra, Scozia, Galles e Irlanda del Nord), l'Isola di Man, Jersey e Guernsey. In generale, pochi o nessun controllo ha luogo ai confini all'interno dell'area e i cittadini britannici e irlandesi possono normalmente attraversare questi confini con un controllo minimo dei loro documenti di identità; tuttavia, Ryanair richiede un passaporto.
Dal 1997 il governo irlandese ha imposto controlli sistematici sull'identità dei passeggeri del Regno Unito, controlli selettivi per i passeggeri marittimi e controlli occasionali quando attraversano la frontiera terrestre. Nel 2008 il governo britannico ha annunciato l'intenzione di imporre controlli sistematici sull'identità dei passeggeri del trasporto aereo e marittimo provenienti dal territorio irlandese, ma la proposta è stata abbandonata.
Il mantenimento della CTA richiede una significativa cooperazione in materia di immigrazione tra le autorità britanniche e irlandesi.